# Gullbäcken
Gullbäcken är ett västligt högerbiflöde till Vindelälven i Västerbotten. Den är belägen i Vännäs kommun i Västerbotten. Den är omkring 13 kilometer lång, inklusive källflöden cirka 20 kilometer. 
Gullbäckens källa är Gullsjön (176 meter över havet) och den mynnar i Vindelälven vid Gullbyn (78 meter). Största källflödet är Kälsbäcken och viktigaste biflöde är Lillsjöbäcken.